# Roseburg (Oregon)
Pour les articles homonymes, voir Roseburg.
Roseburg est une ville américaine, siège du comté de Douglas dans l'Oregon, dont la population est estimée en 2006 à 21 050 habitants.

## Histoire
La ville doit son nom à Aaron Rose, son fondateur, qui s'est installé sur le site le 23 septembre 1851 et dont la maison servit de taverne pendant des années. La ville fut d'abord connue sous le nom de Deer Creek, parce qu'elle est située à la confluence entre les rivières Deer Creek et South Umpqua. Le nom de la ville fut une première fois changé en Roseburgh en 1857, puis prit sa forme définitive, Roseburg, en 1894.
Le 7 septembre 1959, un camion rempli d'explosif explosa à la suite d'un incendie. Cet accident fit 14 victimes et 125 blessés et détruisit de nombreux bâtiments du centre-ville.
Le 1er octobre 2015, une fusillade fait 10 morts au sein d'un collège de la ville. Le tireur a été ensuite tué par la police.

## Démographie
| Groupe            | Roseburg | Oregon | États-Unis |
| ----------------- | -------- | ------ | ---------- |
| Blancs            | 91,0     | 83,7   | 72,4       |
| Métis             | 3,5      | 3,8    | 2,9        |
| Amérindiens       | 1,8      | 1,4    | 0,9        |
| Asiatiques        | 1,6      | 3,7    | 4,8        |
| Autres            | 1,4      | 5,3    | 6,2        |
| Afro-Américains   | 0,4      | 1,8    | 12,6       |
| Océaniens         | 0,3      | 0,4    | 0,2        |
| Total             | 100      | 100    | 100        |
|                   |          |        |            |
| Latino-Américains | 5,5      | 11,8   | 16,7       |

## Jumelages
- Shobu (Japon)
- Aranda de Duero (Espagne)

## Personnalités liées à la ville
- Helen Gibson, actrice, est décédée à Roseburg ;
- Jean Saubert, skieuse alpine, est née à Roseburg ;
- Julien Josephson, acteur, est né à Roseburg.